# Venturi

Venturi Avtomobiles — це французька марка електромобілів люкс класу, заснована в Монако, 1984 року інженерами Claude Poiraud та Gérard Godefro як MVS

## Відродження

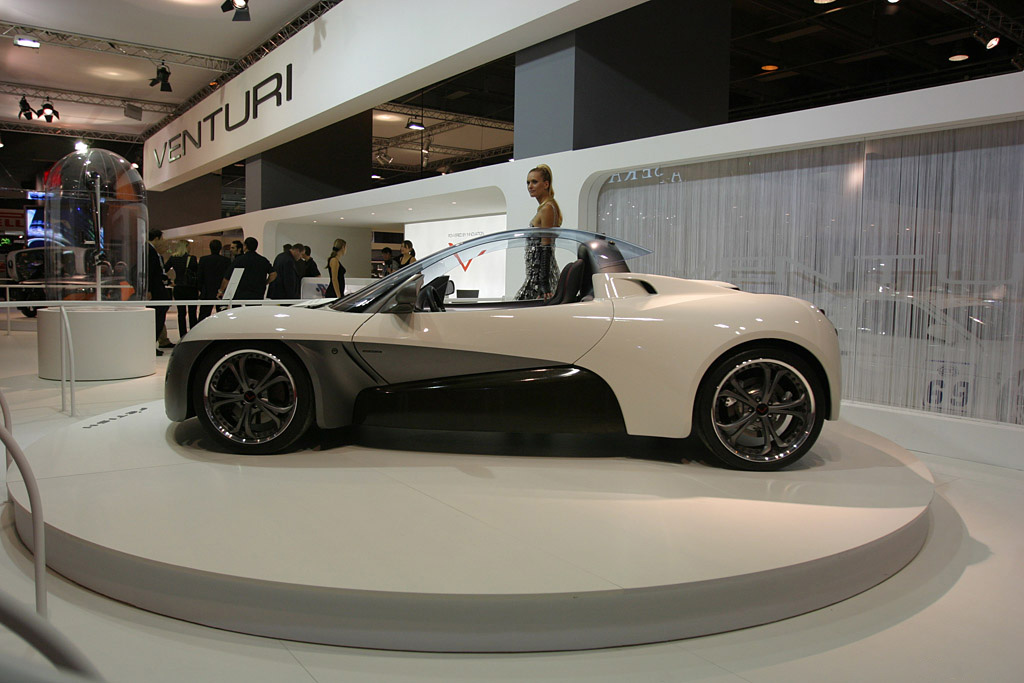
Venturi Fétish в шоурумі

У 2001 році Venturi купив мільйонер Gildo Pallanca який вирішив зосередитися на суто електричних двигунах, що невдовзі призвело до випуску моделі Fétish.
Пізніше була представлена модель Eclectic, перший у світі повністю електричний автономний транспортний засіб 
Незабаром Venturi мало 60-65 замовлень на модель Fétish

## Список моделей
- Coupé 160 Ch BVA
- Coupé 180 Ch
- Coupé 200 ch
- Coupé 210 ch
- Coupé 260 SPC
- Coupé 260 APC
- Coupé 260 Atlantique
- Transcup 160 Ch BVA
- Transcup 160 Ch BVM
- Coupé 260 LM
- Transcup 180
- Transcup 200
- Transcup 210
- Transcup 260
- Atlantique 300
- Atlantique 300 Bi-Turbo
- 300 GTR
- MVS Venturi
- Venturi Atlantique
- Venturi 400 GT
- 500 LM
- 600 LM
- 600 SLM
- Fétish
- GT3
- Eclectic, (Концепт кар)
- Astrolab (концепт кар на сонячних батареях)

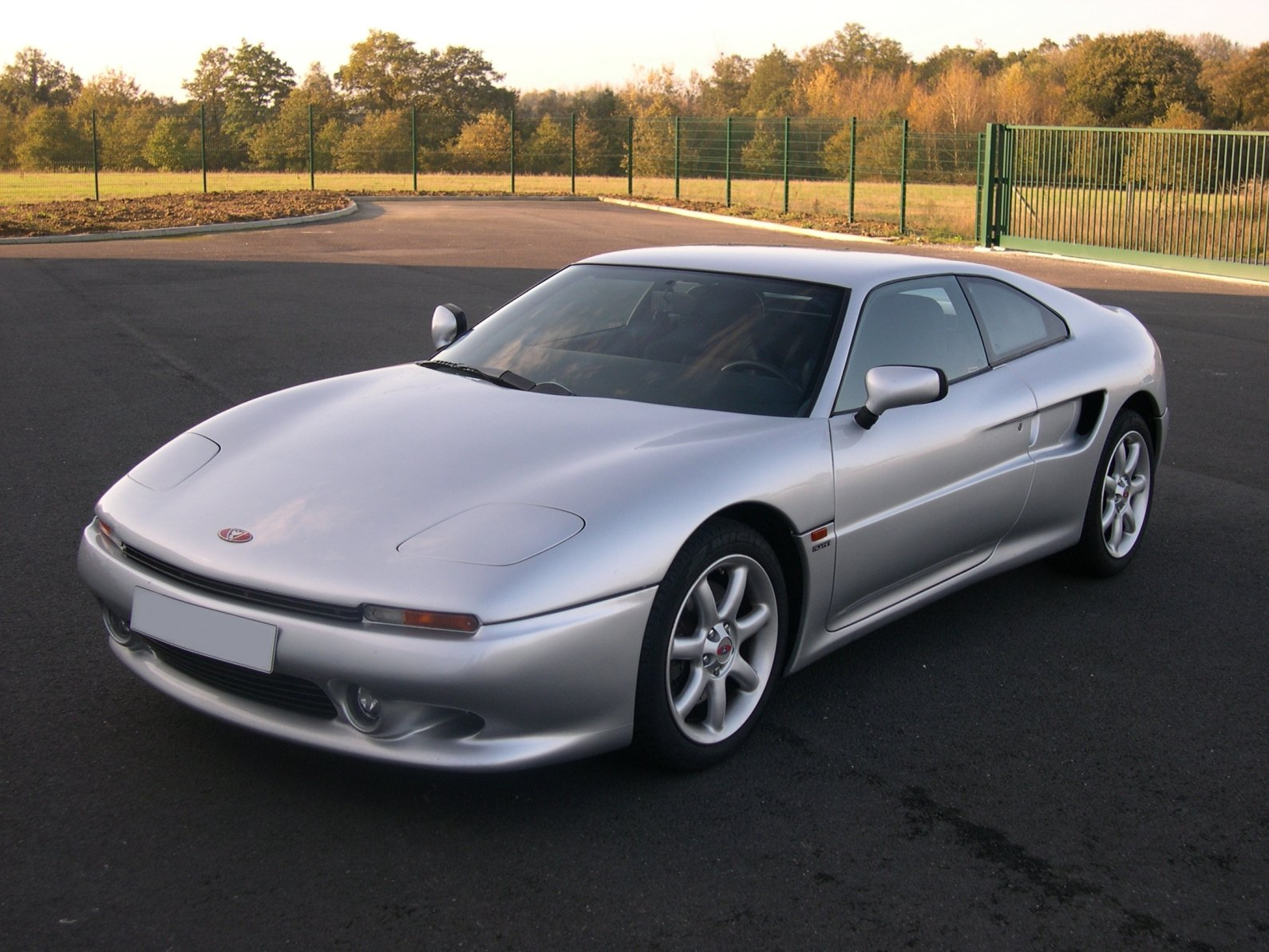
Venturi 300 Atlantique

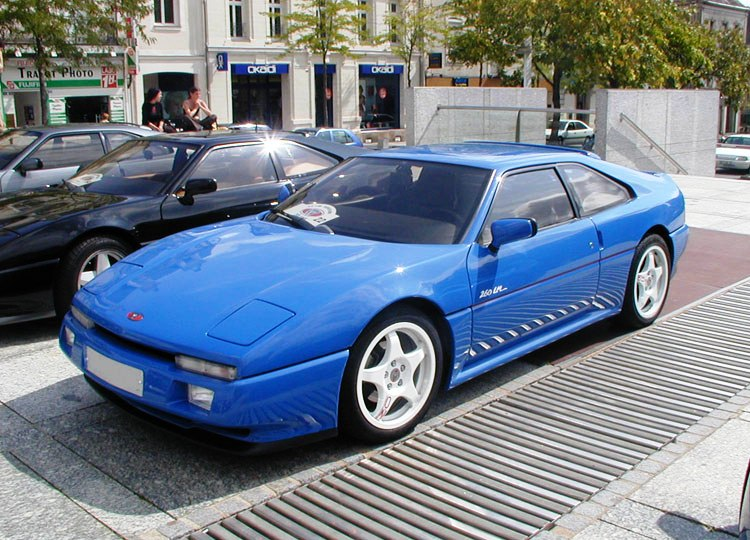
Venturi 260 LM 3.4

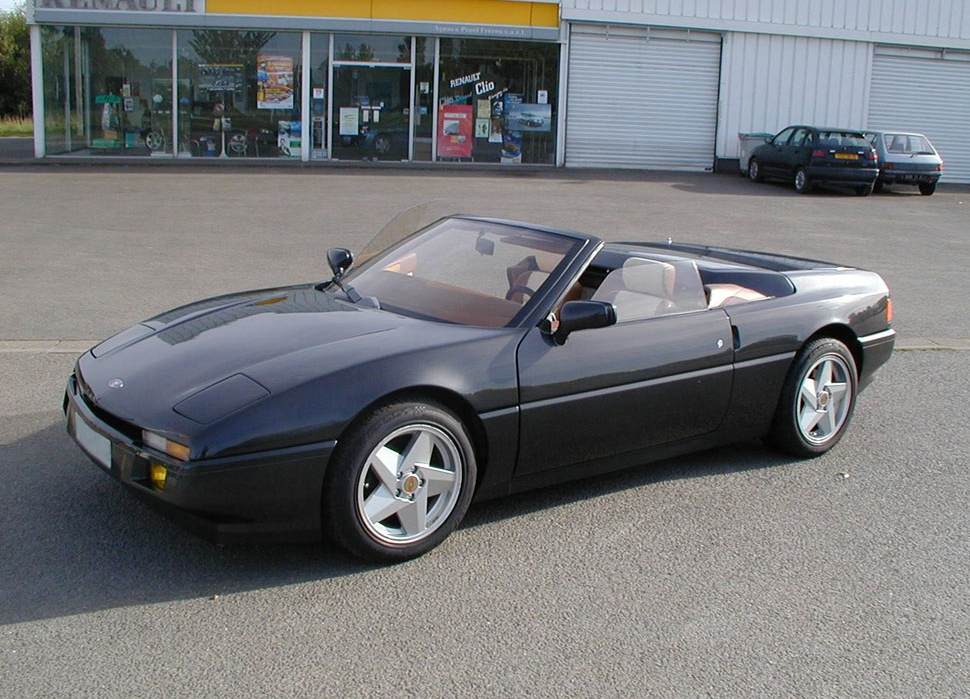
Venturi Transcup 210

- Volage
- Eclectic 2.0
- La Jamais Contente
- FétishII
- America